# Laboissière-en-Santerre
Laboissière-en-Santerre (picardisch: L'boéssière-in-Santérre) ist eine nordfranzösische Gemeinde mit 138 Einwohnern (Stand 1. Januar 2022) im Département Somme in der Region Hauts-de-France. Die Gemeinde liegt im Arrondissement Montdidier und gehört zum Kanton Roye.

## Geographie
Die Gemeinde liegt in der Landschaft Santerre rund 9,5 km ostnordöstlich von Montdidier an der Départementsstraße D68. Durch das südliche Gemeindegebiet verlaufen die Départementsstraße D930 von Montdidier nach Roye und die abgebaute Bahntrasse von Roye nach Montdidier.

## Geschichte
Die Gemeinde erhielt als Auszeichnung das Croix de guerre 1914–1918.

## Einwohner
| 1962 | 1968 | 1975 | 1982 | 1990 | 1999 | 2006 | 2010 |
| ---- | ---- | ---- | ---- | ---- | ---- | ---- | ---- |
| 181  | 191  | 155  | 149  | 149  | 120  | 139  | 145  |

## Verwaltung
Bürgermeister (maire) ist seit 2001 Xavier Ribaucourt.	

## Sehenswürdigkeiten
- Schloss am Rand des Bois de Labossière